# Sablons (Isère)
Pour les articles homonymes, voir Sablons.
Sablons est une  commune française située dans le département de l'Isère en région Auvergne-Rhône-Alpes.
Autrefois située dans l'ancienne province royale du Dauphiné, la commune fut tout d'abord adhérente à la communauté de communes du Pays Roussillonnais avant de rejoindre la communauté de communes Entre Bièvre et Rhône en 2019.

## Géographie

### Situation et description
Située dans la partie septentrionale du département de l'Isère dans la vallée du Rhône en aval de Vienne et de Lyon mais en amont de Valence, Sablons est une des communes adhérentes de la communauté de communes Entre Bièvre et Rhône, dont le siège est fixé dans la commune voisine de Saint-Maurice-l'Exil.

### Communes limitrophes
La commune de Sablons est limitrophe de six autres communes dont deux située en Ardèche et une dans la Drôme.

### Géologie
Sablons est située dans la vallée du Rhône, grand bassin sédimentaire. Celle-ci a connu  différentes phases de formation : marines, continentales, et fluviales, accompagnées de mouvements tectoniques consécutifs à la surrection des Alpes.

### Climat
Pour des articles plus généraux, voir Climat d'Auvergne-Rhône-Alpes et Climat de l'Isère.
En 2010, le climat de la commune est de type climat du Bassin du Sud-Ouest, selon une étude du Centre national de la recherche scientifique s'appuyant sur une série de données couvrant la période 1971-2000. En 2020, Météo-France publie une typologie des climats de la France métropolitaine dans laquelle la commune est dans une zone de transition entre le climat de montagne et le climat méditerranéen et est dans une zone de transition entre les régions climatiques « Moyenne vallée du Rhône » et « Sud-est du Massif Central ». 
Pour la période 1971-2000, la température annuelle moyenne est de 12,4 °C, avec une amplitude thermique annuelle de 17,8 °C. Le cumul annuel moyen de précipitations est de 774 mm, avec 7,5 jours de précipitations en janvier et 5,7 jours en juillet. Pour la période 1991-2020, la température moyenne annuelle observée sur la station météorologique installée sur la commune est de 13,3 °C et le cumul annuel moyen de précipitations est de 805,2 mm,. Pour l'avenir, les paramètres climatiques de la commune estimés pour 2050 selon différents scénarios d'émission de gaz à effet de serre sont consultables sur un site dédié publié par Météo-France en novembre 2022.
| Mois                                  | jan.             | fév.          | mars          | avril       | mai           | juin          | jui.          | août          | sep.          | oct.          | nov.           | déc.             | année      |
| ------------------------------------- | ---------------- | ------------- | ------------- | ----------- | ------------- | ------------- | ------------- | ------------- | ------------- | ------------- | -------------- | ---------------- | ---------- |
| Température minimale moyenne (°C)     | 0,7              | 0,7           | 3,1           | 5,9         | 9,9           | 13,4          | 14,9          | 14,5          | 11,2          | 8,4           | 4,2            | 1,5              | 7,4        |
| Température moyenne (°C)              | 4,5              | 5,6           | 9,4           | 12,6        | 16,8          | 20,6          | 22,6          | 22,2          | 18            | 13,9          | 8,5            | 5,1              | 13,3       |
| Température maximale moyenne (°C)     | 8,4              | 10,5          | 15,7          | 19,2        | 23,6          | 27,8          | 30,2          | 29,9          | 24,9          | 19,3          | 12,7           | 8,8              | 19,2       |
| Record de froid (°C) date du record   | −22,3 06.01.1971 | −12 05.02.12  | −12 01.03.05  | −5 08.04.03 | −1 01.05.1976 | 4 04.06.1984  | 6,5 13.07.00  | 4 18.08.1970  | 0 18.09.1971  | −6 31.10.1997 | −12 19.11.1973 | −11,5 29.12.1976 | −22,3 1971 |
| Record de chaleur (°C) date du record | 19 19.01.07      | 22,8 24.02.20 | 27,2 30.03.21 | 31 24.04.07 | 35,5 24.05.09 | 40,1 27.06.19 | 40,9 23.07.19 | 41,8 22.08.23 | 36,3 14.09.20 | 30,5 10.10.23 | 23 06.11.15    | 19,9 18.12.1989  | 41,8 2023  |
| Précipitations (mm)                   | 51,2             | 37,8          | 45            | 62,1        | 73,9          | 65,4          | 67,6          | 62,5          | 83,8          | 107           | 99,4           | 49,5             | 805,2      |

### Hydrographie
Sablons fait partie du bassin versant du Rhône, fleuve qui borde a partie occidentale du territoire et qui la sépare de trois communes situées dans le département de l'Ardèche. Le territoire communal est également traversé par le Dolon, rivière d'une longueur de 33,4 km qui rejoint le Rhône au sud du territoire communal.

### Voies de communication et transport

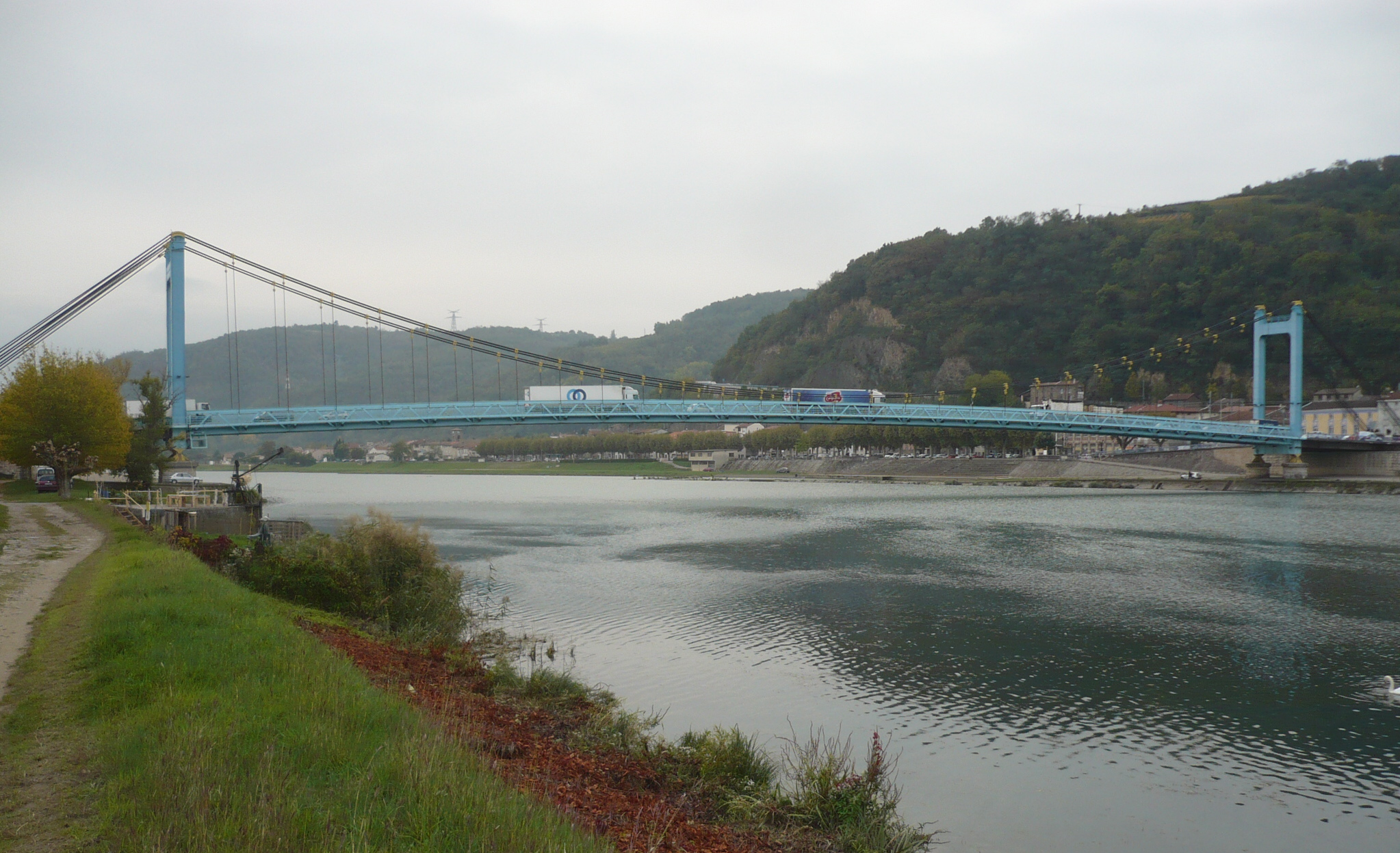
Pont de Serrières entre Sablons et Serrière

On peut accéder au centre de la commune en empruntant l'autoroute A7 depuis la sortie de Chanas (au sud).
- 12 Chanas à 24 km : (vers Roussillon).

La route nationale 7 (RN7) passe à proximité du territoire de la commune. Le bourg est relié à ce grand axe routier par la RD51 et la RD4 au nord et par la RD1082 par le sud, cette dernière route traverse le Rhône par le pont de Serrières pour rejoindre la RD86 sur le territoire de Serrières.
La gare ferroviaire la plus proche est la gare du Péage-de-Roussillon desservie par la ligne 5 du réseau TER rhônalpin.

## Urbanisme

### Typologie
Au 1er janvier 2024, Sablons est catégorisée bourg rural, selon la nouvelle grille communale de densité à sept niveaux définie par l'Insee en 2022.
Elle appartient à l'unité urbaine de Sablons, une agglomération inter-départementale regroupant deux  communes, dont elle est ville-centre,,. Par ailleurs la commune fait partie de l'aire d'attraction de Roussillon, dont elle est une commune de la couronne,. Cette aire, qui regroupe 27 communes, est catégorisée dans les aires de 50 000 à moins de 200 000 habitants,.

### Occupation des sols
L'occupation des sols de la commune, telle qu'elle ressort de la base de données européenne d’occupation biophysique des sols Corine Land Cover (CLC), est marquée par l'importance des territoires agricoles (51,1 % en 2018), en diminution par rapport à 1990 (53,5 %). La répartition détaillée en 2018 est la suivante : 
terres arables (30 %), eaux continentales (17,7 %), zones urbanisées (15,8 %), cultures permanentes (10,5 %), zones agricoles hétérogènes (10,5 %), forêts (9,3 %), zones industrielles ou commerciales et réseaux de communication (2,7 %), milieux à végétation arbustive et/ou herbacée (2,6 %), espaces verts artificialisés, non agricoles (0,8 %). L'évolution de l’occupation des sols de la commune et de ses infrastructures peut être observée sur les différentes représentations cartographiques du territoire : la carte de Cassini (XVIIIe siècle), la carte d'état-major (1820-1866) et les cartes ou photos aériennes de l'IGN pour la période actuelle (1950 à aujourd'hui).

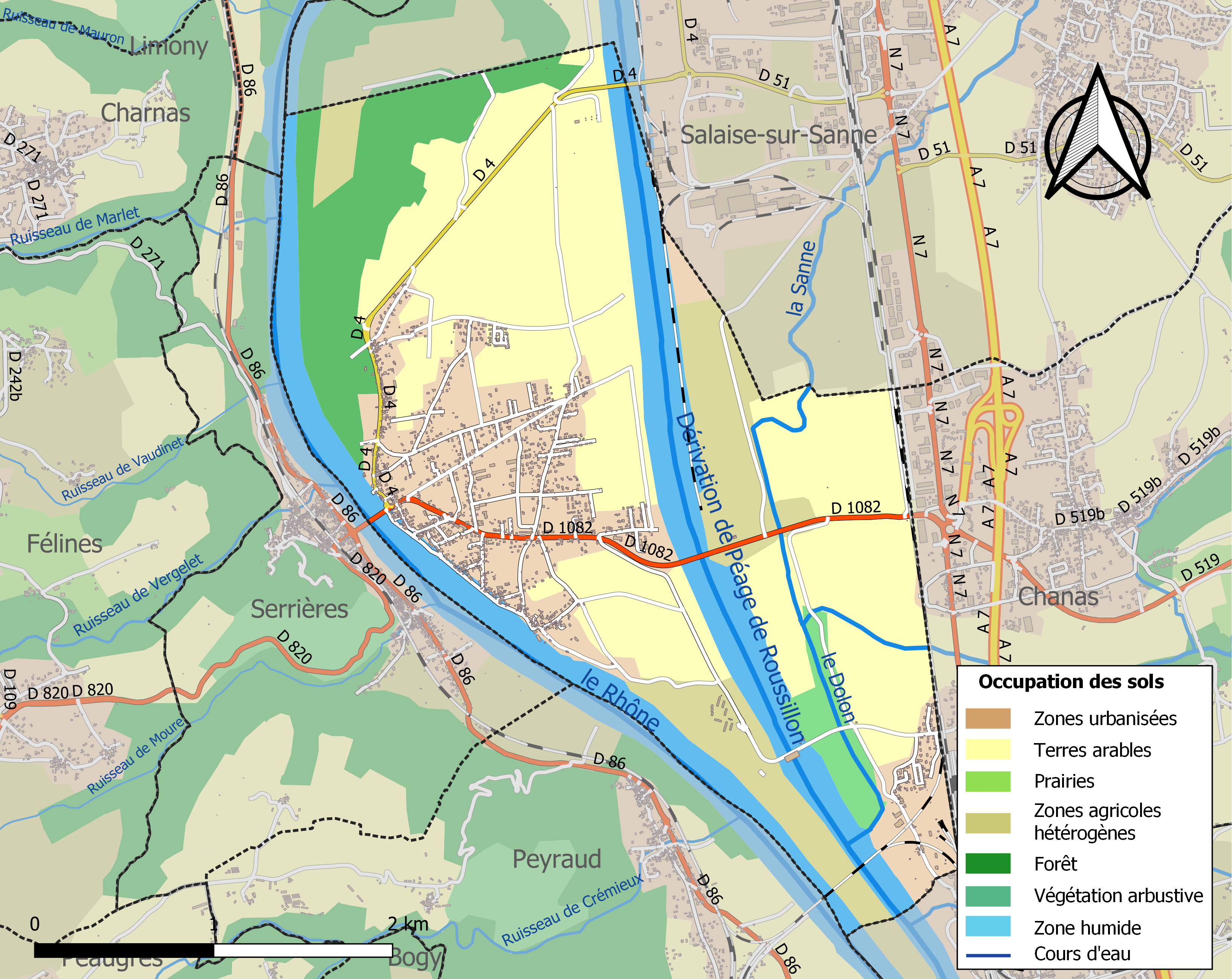
Carte des infrastructures et de l'occupation des sols de la commune en 2018 (CLC).

### Risques naturels et technologiques

#### Risques sismiques
La totalité du territoire de la commune de Sablons est situé en zone de sismicité n°3 (sur une échelle de 1 à 5), comme la plupart des communes de son secteur géographique.
| Type de zone | Niveau            | Définitions (bâtiment à risque normal) |
| ------------ | ----------------- | -------------------------------------- |
| Zone 3       | Sismicité modérée | accélération = 1,1 m/s2                |

## Histoire

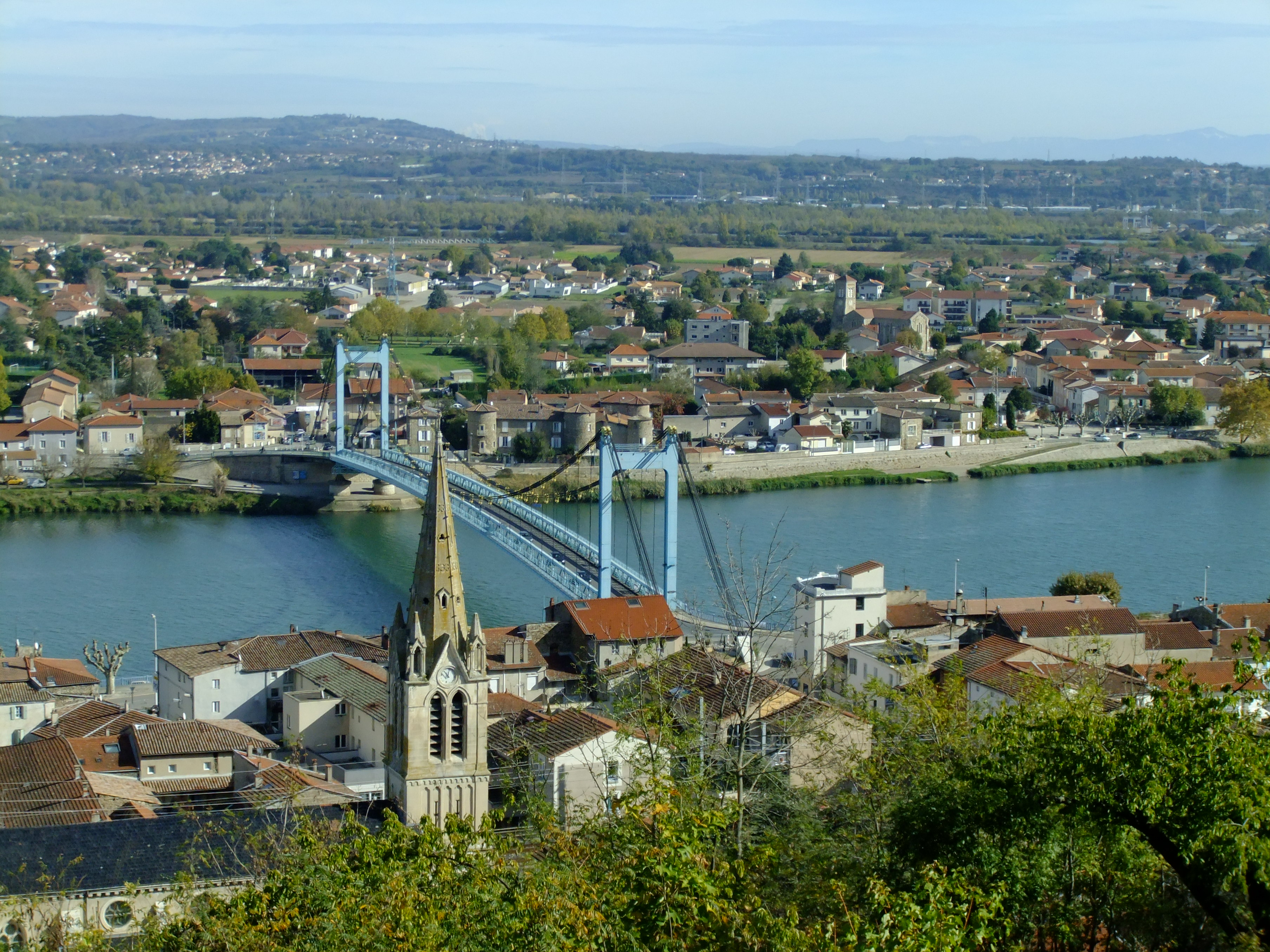
Sablons et le pont, vue depuis les hauteurs de Serrières

La construction d'un pont traversant le Rhône afin de rejoindre Serrières est lancée en 1828 par la Compagnie Jules Seguin. Celui-ci est remplacé par un nouveau pont terminé en 1933, puis reconstruit sur les anciennes fondations, après sa destruction par l'armée allemande lorsqu'elle bat en retraite en évacuant la vallée du Rhône à la fin du mois d'août 1944.

## Politique et administration

### Administration municipale
En 2022, le conseil municipal de Sablons est composé de dix-neuf membres (dix femmes et neuf homme) dont un maire, sept adjoints au maire et onze conseillers municipaux. la commune possède également un conseil municipal des enfants.

### Liste des maires
| Période        | Période      | Identité       | Étiquette | Qualité                                                                           |
| -------------- | ------------ | -------------- | --------- | --------------------------------------------------------------------------------- |
| septembre 1944 | 1945         | André Pégeron  |           | nommé à la Libération                                                             |
| mai 1945       | mars 1965    | Joseph Dorel   |           | fils de Paul Dorel (maire en 1900-1931), administrateur colonial[réf. nécessaire] |
| mars 1965      | mars 1977    | Louis Cézard   |           | colonel à la retraite[réf. nécessaire]                                            |
| mars 1977      | mars 2008    | Alain Andrieux | PS        |                                                                                   |
| mars 2008      | juillet 2020 | Roberte Di Bin | PS        | Retraitée[réf. nécessaire]                                                        |
| juillet 2020   | En cours     | Laurent Teil   |           | [réf. nécessaire]                                                                 |

## Démographie
L'évolution du nombre d'habitants est connue à travers les recensements de la population effectués dans la commune depuis 1793. Pour les communes de moins de 10 000 habitants, une enquête de recensement portant sur toute la population est réalisée tous les cinq ans, les populations de référence des années intermédiaires étant quant à elles estimées par interpolation ou extrapolation. Pour la commune, le premier recensement exhaustif entrant dans le cadre du nouveau dispositif a été réalisé en 2006.

En 2022, la commune comptait 2 306 habitants, en évolution de +0,26 % par rapport à 2016 (Isère : +3,07 %, France hors Mayotte : +2,11 %).
| 1793 | 1800 | 1806 | 1821 | 1831 | 1836 | 1841 | 1846  | 1851  |
| ---- | ---- | ---- | ---- | ---- | ---- | ---- | ----- | ----- |
| 688  | 662  | 777  | 908  | 941  | 951  | 982  | 1 099 | 1 060 |

| 1856  | 1861 | 1866 | 1872 | 1876 | 1881 | 1886 | 1891 | 1896 |
| ----- | ---- | ---- | ---- | ---- | ---- | ---- | ---- | ---- |
| 1 029 | 990  | 873  | 811  | 739  | 712  | 693  | 716  | 696  |

| 1901 | 1906 | 1911 | 1921 | 1926 | 1931 | 1936 | 1946 | 1954 |
| ---- | ---- | ---- | ---- | ---- | ---- | ---- | ---- | ---- |
| 679  | 660  | 627  | 638  | 673  | 732  | 766  | 740  | 794  |

| 1962 | 1968  | 1975  | 1982  | 1990  | 1999  | 2006  | 2011  | 2016  |
| ---- | ----- | ----- | ----- | ----- | ----- | ----- | ----- | ----- |
| 880  | 1 031 | 1 228 | 1 421 | 1 468 | 1 539 | 1 792 | 2 096 | 2 300 |

| 2021  | 2022  | - | - | - | - | - | - | - |
| ----- | ----- | - | - | - | - | - | - | - |
| 2 290 | 2 306 | - | - | - | - | - | - | - |

### Enseignement
La commune est rattachée à l'académie de Grenoble et compte deux établissements scolaires sur son territoire.

### Médias
Historiquement, le quotidien à grand tirage Le Dauphiné libéré consacre, chaque jour, y compris le dimanche, dans son édition du Nord-Isère, un ou plusieurs articles à l'actualité du canton et quelquefois de la commune, ainsi que des informations sur les éventuelles manifestations locales, les travaux routiers, et autres événements divers à caractère local.

### Cultes
La communauté catholique et l'église (propriété de la commune) dépendent de la paroisse Sainte Croix du Rhône qui recouvre plusieurs autres églises communales et dont elle est la seule située dans le département de Isère. Cette paroisse est rattachée au diocèse de Grenoble-Vienne.

## Culture locale et patrimoine

### Lieux et monuments

#### Résidence Moly-Sabata
Au sud du village se trouve la résidence Moly-Sabata, labellisée Patrimoine en Isère en 2011. Cette ancienne auberge de mariniers, sise comme il se doit au bord du Rhône, a été transformée en 1927, par Albert Gleizes, en une communauté d'artistes-artisans.

#### Autres monuments remarquables
- Le Pont de Serrières est l'unique pont franchissant le Rhône entre Serrières et Sablons.
- L'église paroissiale de Sablons, dédiée à saint Ferréol, date de la fin du XIXe siècle.
- Le monument aux morts communal de Sablons, de facture très simple, se présente sous la forme d'un pilier commémoratif en forme d'obélisque, situé sur un piédestal entouré de chaines et de quatre obus. Celui-ci est dédié aux victimes de la commune durant les deux conflits mondiaux[26].

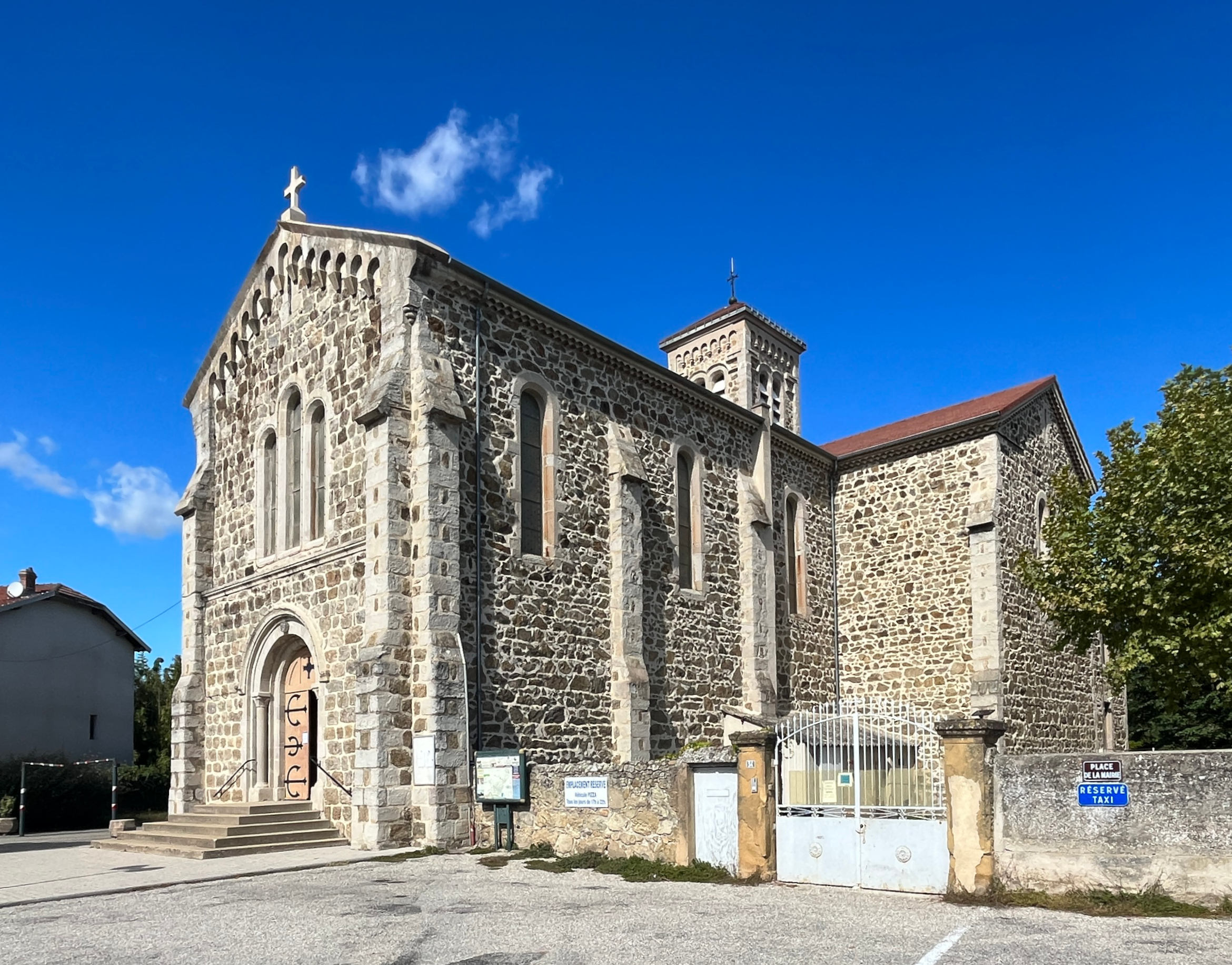
Église Saint-Ferréol.
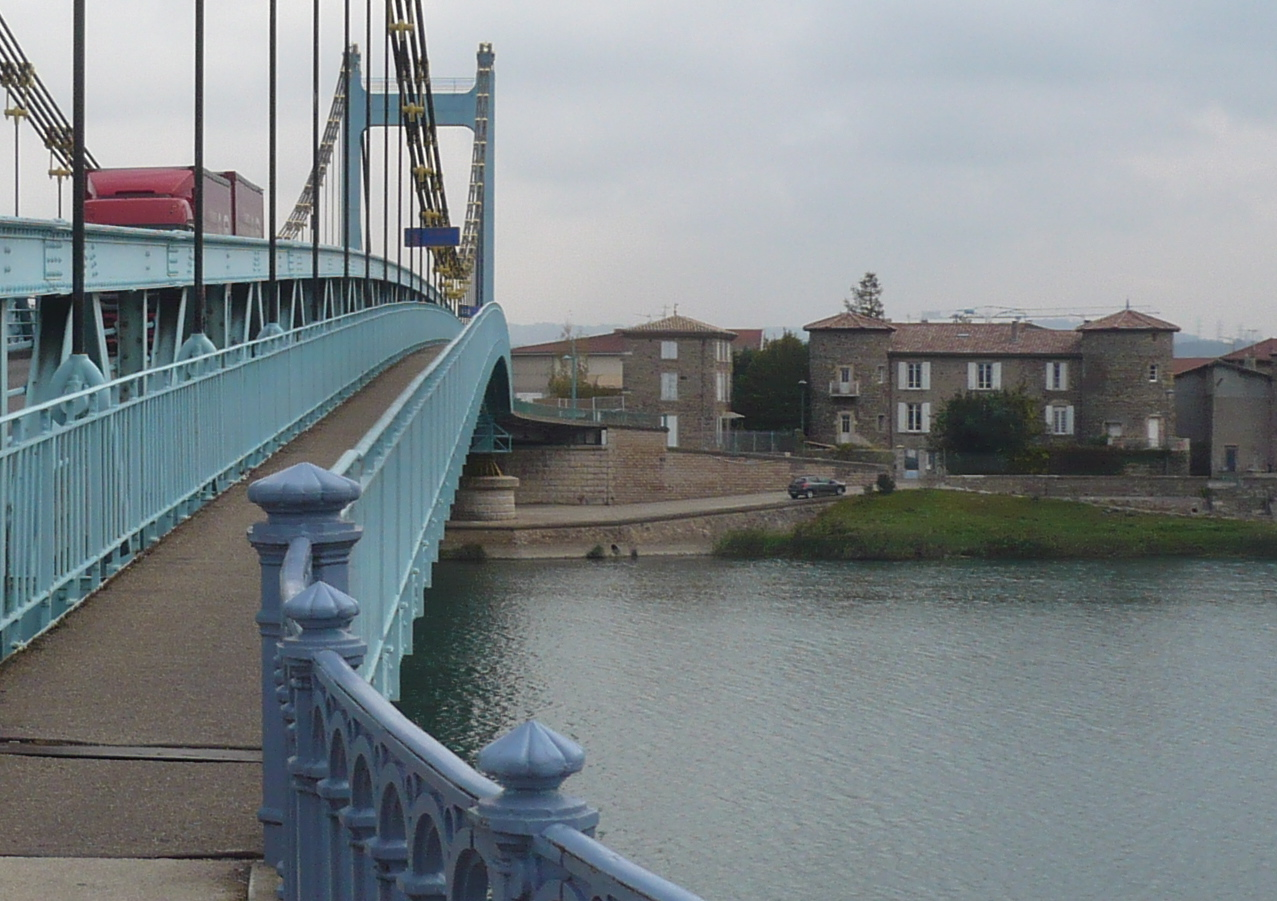
Château Murat.
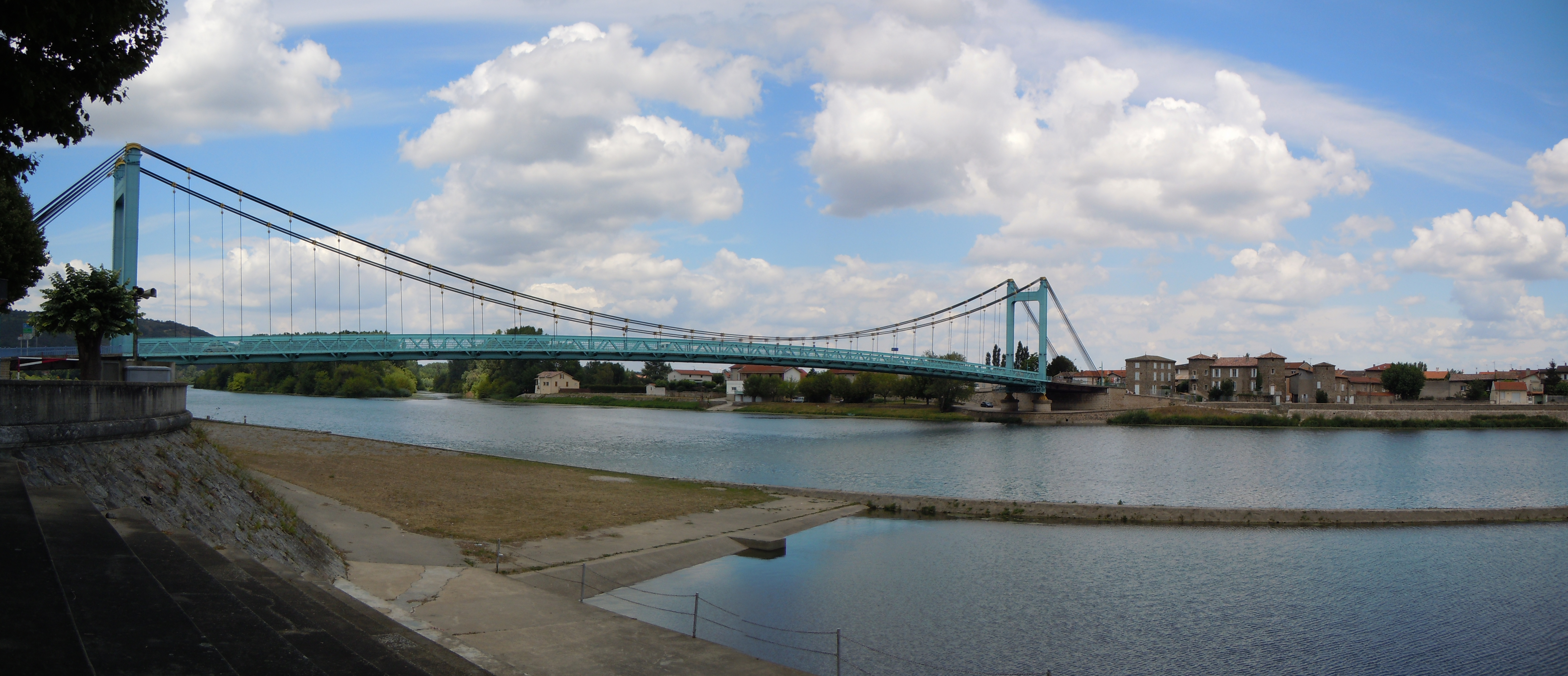
Le pont suspendu.
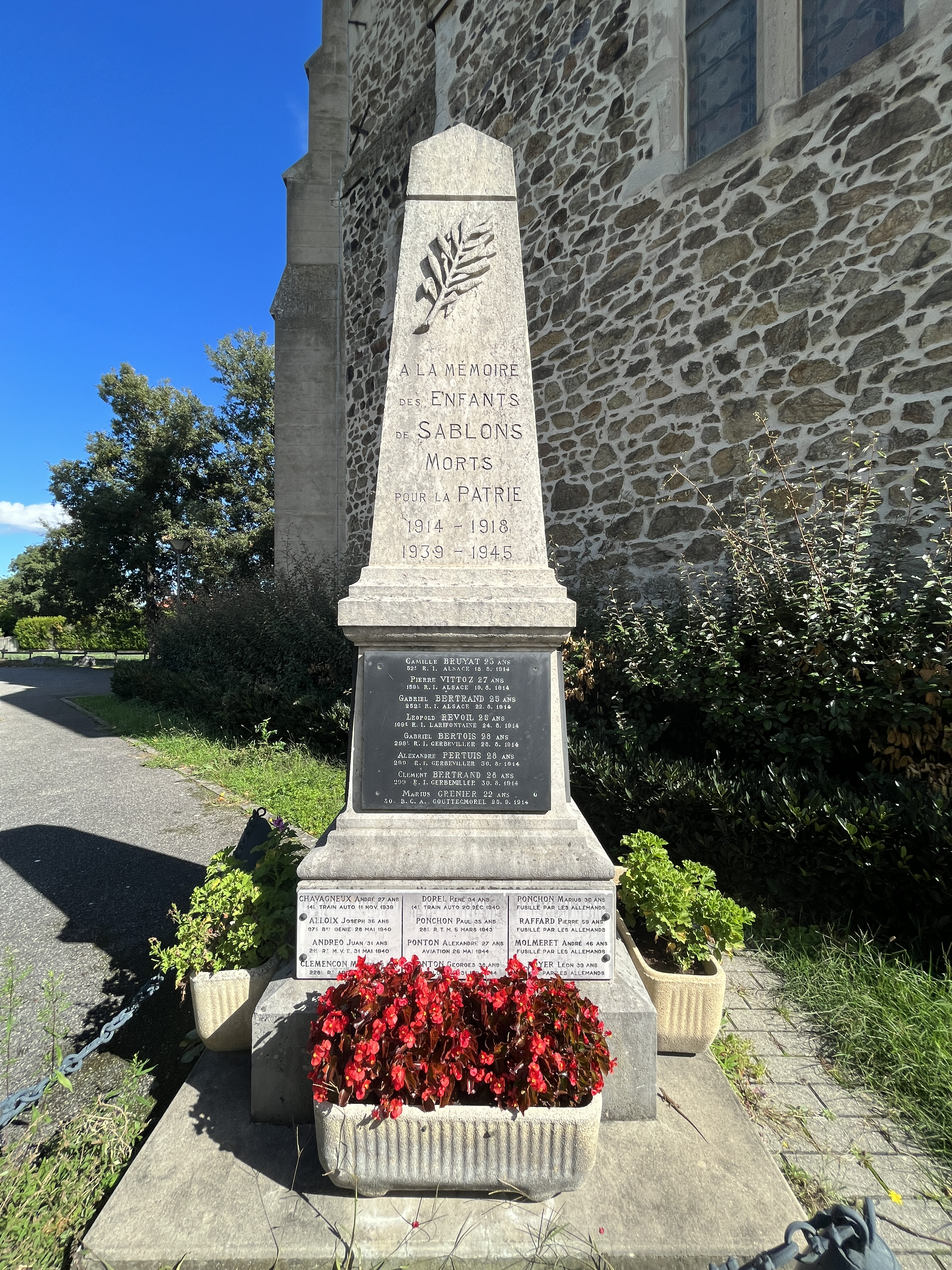
Le monument aux morts.
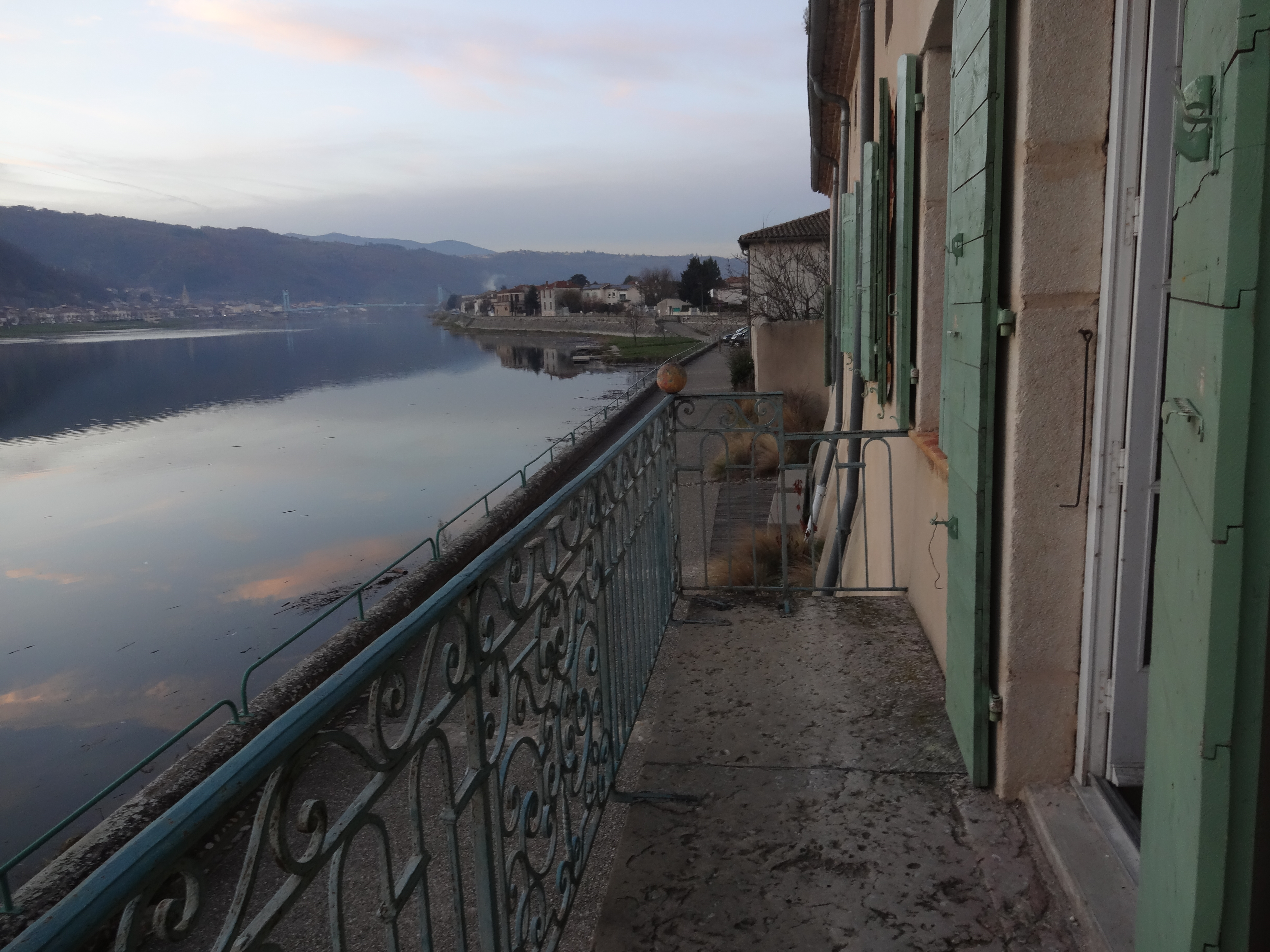
Moly-Sabata maison au bord du Rhône

### Patrimoine naturel
La Réserve naturelle nationale de l'Île de la Platière s'étend partiellement sur le territoire de la commune de Sablons, en rive gauche du fleuve Rhône et sur l'île de la Platière. Il s’agit d’un complexe de milieux alluviaux inondables s'étendant sur 500 hectares et associant un chenal principal  de sept kilomètres à des annexes hydrauliques, des prairies et des boisements alluviaux.

### Personnalités liées à la commune

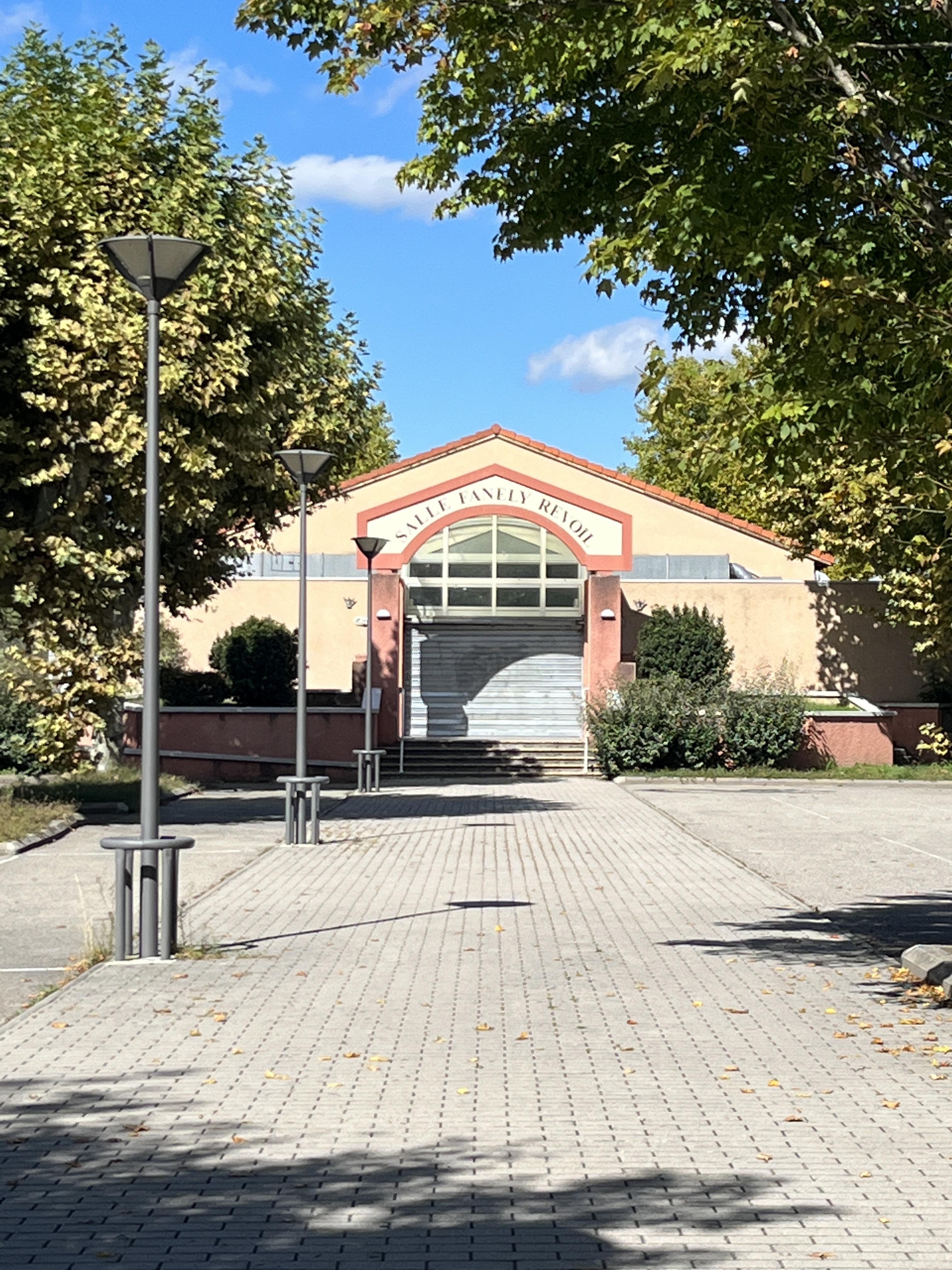
La salle Fanély-Revoil de Sablons.

- Anne Dangar, céramiste australienne
- César Geoffray, compositeur et fondateur d'À Cœur joie
- Albert Gleizes, artiste, résident à Moly-Sabata.
- Jean-Claude Libert, résident à Moly-Sabata.
- Georges Louis Ponton, Gouverneur de la Martinique, 1906-1944
- Robert Pouyaud, résident à Moly-Sabata.
- Fanély Revoil, chanteuse d'opéra, est inhumée à Sablons.

### Héraldique
|  | Sablons (Isère) possède des armoiries dont l'origine et le blasonnement exact ne sont pas disponibles. |